# Maurice De Wulf
Pour les articles homonymes, voir Wulf.
Maurice Marie Charles Joseph De Wulf (1867-1947) est un historien belge de la philosophie médiévale, professeur à l'université catholique de Louvain (Institut supérieur de philosophie) et à Harvard.

## Biographie
Maurice De Wulf est né à Poperinge le 6 avril 1867, de Henri Joseph (Henderyck) De Wulf, médecin, et Marie Berten. Il meurt dans sa ville natale le 23 décembre 1947.
Il est marié à Marie Louise Berten, dont il a deux enfants : Marie décédée en bas âge et l'abbé Georges De Wulf.
Il entame des humanités qu’il termine en 1885 au Collège des jésuites d’Alost. En octobre de la même année, il commence à Louvain des études universitaires, en philosophie et en droit. Il est docteur en philosophie et lettres en juillet 1889 et docteur en droit en juillet 1891. En janvier 1892, il obtient le grade de licencié en philosophie selon Saint-Thomas. Il entreprend alors différents voyages d’études à l’étranger, en France et en Allemagne.
Dès juillet 1893, il est nommé professeur agrégé de l’Institut supérieur de philosophie, créé depuis peu par Désiré Mercier. Il forme avec Simon Deploige, Désiré Nys et Armand Thiéry la première équipe de professeurs entourant Désiré Mercier.
En 1898, il devient professeur ordinaire à la Faculté de philosophie et lettres. Ses leçons à l’Institut et à la Faculté de philosophie et lettres portent essentiellement sur l’histoire de la philosophie médiévale.
Pendant la guerre de 1914-1918, il s’exile en France, à l’Université de Poitiers. C’est le point de départ de multiples séjours à l’étranger, en Amérique (Harvard, Toronto, Cornell University, Madison University, Chicago, Princeton) mais aussi en Europe (Madrid, Poitiers, Bâle, Prague, Lausanne, Genève, Grenoble, Durham) où il fait de nombreux cours et conférences.
Il est honoré de deux doctorats honoris causa (Universités de Grenoble et de Poitiers) et en 1934, une séance d’hommage avec la remise de Mélanges est organisée à l’Institut à l’occasion de ses quarante ans de carrière.
Au terme de sa vie, en 1947, sa bibliographie ne compte pas moins de deux cents titres.

## Œuvres
- 1892 - La Valeur esthétique de la moralité dans l'art
- 1895 - Histoire de la philosophie scolastique dans les Pays-Bas et la principauté de Liège, jusqu'à la Révolution française
- 1896 - Études historiques sur l'esthétique de saint Thomas d'Aquin
- 1900 - Histoire de la philosophie médiévale
- 1901 - Le Traité De Unitate Formae de Gilles de Lessines (texte et étude)
- 1904 - Un Théologien-philosophe du XIIIe siècle. Étude sur la vie, les œuvres et l'influence de Godefroid de Fontaines
- 1910 - Histoire de la philosophie en Belgique
- 1915 - Guerre et philosophie
- 1920 - L'Œuvre d'art et la beauté
- 1932 - Initiation à la philosophie thomiste

## Récompenses et distinctions
- Docteur honoris causa de l’Université de Poitiers (1933) et de l’Université de Grenoble (1934)
- Membre titulaire de l’Académie Royale de Belgique
- Membre correspondant de l’Académie Royale de Madrid[1]

### Décorations
- Grand officier de l'ordre de Léopold (1937)
- Grand officier de l'ordre de la Couronne (1930)
- Officier de l'Instruction publique (France - 1919)
- Chevalier de l'ordre de Saint-Grégoire-le-Grand (Saint-Siège - 1907)[1]